# Penumbra: Black Plague
Penumbra: Black Plague è un videogioco d'avventura a tema survival horror, seconda parte della serie di videogiochi ad episodi Penumbra, sviluppato per PC dalla casa di sviluppo svedese Frictional Games e distribuito da Paradox Interactive il 12 febbraio 2008..
Penumbra: Black Plague ha ricevuto una nomination per il Premio Writers' Guild of Great Britain come Miglior Sceneggiatura per un Videogioco.
La storia continua dove è stata interrotta nell'episodio precedente, Penumbra: Overture, proseguendo con dinamiche e modalità simili. Un seguito non ufficiale, scaricabile gratuitamente e sviluppato da appassionati, è uscito nel 2014 col nome Penumbra: Necrologue come total conversion del videogioco survival horror Amnesia: The Dark Descent.

## Trama

### Svolgimento della storia
La storia di "Black Plague" comincia con un'e-mail mandata da Phillip ad un amico, in cui spiega cosa gli è accaduto e lo implora di finire il lavoro che lui non ha potuto finire. Il resto del gioco procede come un flashback narrato da Philip al suo amico nell'e-mail.
Il gioco comincia con Phillip che si sveglia in una stanza chiusa a chiave, dopo essere stato tramortito da un essere non visto alla fine del primo gioco. Phillip riesce a fuggire attraverso una presa d'aria, e si ritrova in un'installazione di ricerca sotterranea della Casta degli Elevati dell'Archaic, un'organizzazione segreta dedicata alla scoperta e alla ricerca di conoscenze antiche. La base è abbandonata, l'intero personale è morto o è stato trasformato in un "Infetto", una veloce creatura simile ad uno zombie che attacca Phillip a vista.
Phillip scopre che anche lui è stato infettato; tuttavia, la sua reazione al virus è estremamente anomala: invece di unirsi alla mente-alveare degli Infetti, sviluppa una doppia personalità malevola e sarcastica che chiama se stessa Clarence e che insulta Phillip costantemente per tutto il corso del gioco.
Tramite la rete dei computer della base, Phillip viene contattato da Amabel Swanson, una scienziata ricercatrice dell'Archaic che è riuscita a sopravvivere allo scoppio dell'epidemia chiudendosi nel suo laboratorio. Swanson promette di aiutare Phillip a curarsi dall'infezione se egli si farà strada fino alla sua sezione dell'installazione e la salverà.
Grazie ai dialoghi con Swanson, e a vari documenti sparpagliati per tutta la base, Philip apprende che l'Archaic è arrivata in Groenlandia per cercare il "Tuurngait", un'antica entità descritta nella mitologia Inuit come uno spirito primordiale nativo della regione. Penetrando ancora più in profondità, l'Archaic aveva trovato e liberato il Tuurngait, che si manifestò come un virus senziente e infettò il personale della base. Phillip scopre che suo padre Howard era riuscito a comunicare con il Tuurngait, ma ciò che aveva appreso lo aveva portato al suicidio, dopo aver mandato a Phillip una lettera in cui gli ordinava di distruggere la sua documentazione di ricerca.
Phillip riesce finalmente a farsi strada fino al laboratorio di Amabel, ma Clarence gli provoca delle allucinazioni che lo costringono ad uccidere Amabel. Usando gli appunti di laboratorio di Amabel, Phillip riesce a disfarsi di Clarence, estraendolo dal suo corpo con un macchinario. Purtroppo, la macchina trasferisce Clarence in un cadavere lì vicino, che si rianima e attacca Phillip.
Phillip viene salvato dal Tuurngait stesso, che manda diversi Infetti a distruggere Clarence, poiché quest'ultimo possiede ora un corpo e una mente individuali invece che una parte dei "molti" nel Tuurngait. Il Tuurngait comunica direttamente con Phillip, richiudendolo nella propria mente e impegnandolo in una serie di prove spirituali allo scopo di mettere alla prova la sua abilità di cooperare, mostrare compassione, e dimostrare il sacrificio di se stesso.

### Rivelazioni finali
Una volta che Phillip ha passato le prove, il Tuurngait gli rivela tutto: esso è un'entità antica che era venuta sulla terra milioni di anni fa. Ci fu un tempo in cui esso coesisteva pacificamente con i nativi Inuit, usando i corpi ospite "Infetti" per passare la sua antica conoscenza all'umanità. Purtroppo, nel corso del tempo l'umanità cominciò a crescere ed espandersi, e il Tuurngait si rintanò sotto terra per separarsi dal mondo umano. Quando arrivarono quelli dell'Archaic, essi disturbarono il sonno antico del Tuurngait e tentarono di sfruttarlo, ed esso reagì per difendersi.
Il Tuurngait spiega che l'umanità è grande nell'insieme, ma egoista, meschina e distruttiva come individuo. Tuttavia, esso crede che Phillip sia diverso dalla maggior parte dell'umanità. Il Tuurngait si rimette alla pietà di Phillip, chiedendogli di mandare un messaggio a qualcuno in superficie con cui gli ordina di distruggere l'installazione di ricerca dell'Archaic, in modo che il Tuurngait possa riposare in pace. Questa è la stessa richiesta che il Tuurngait fece ad Howard, il padre di Phillip, tuttavia Phillip l'ha ostacolata venendo ad investigare invece di seguire le istruzioni di suo padre.
Phillip sembra essere d'accordo con la richiesta del Tuurngait, e manda un'e-mail ad un amico in superficie descrivendo le sue avventure. Tuttavia, all'ultimo momento, Phillip rivela il suo desiderio di esercitare il suo libero arbitrio, invece di obbedire ciecamente ad un potere superiore. Dichiarando che egli ha più in comune con Clarence che con il Tuurngait, Phillip dà al suo amico le coordinate della miniera e gli dice di venire a distruggere il Tuurngait. Le sue ultime parole sono: "Uccidili. Uccidili tutti."

## Nemici
- Tuurngait Infected: è il nemico più comune di Black Plague e si tratta di un mostro simile a uno zombie di color grigio pallido e con una specie di cordone ombelicale attaccato alla pancia. Attacca il protagonista colpendolo con attrezzi (piede di porco, ascia ecc.) oppure a mani nude e può uccidere in 4 colpi se munito di attrezzi (3 con l'ascia), o in 6/7 e più colpi se a mani nude. Lo si può percepire sentendolo parlare.
- Dr Richard Eminess: si tratta di uno scienziato divenuto un infected per metà rosso e per metà rosa pallido che attacca solo a mani nude e può uccidere in 6/7 e più colpi facendo di lui il nemico più debole del gioco.
- Infected marrone (o Clarence): si tratta dell'infected in cui Philip ha rinchiuso Clarence, suo alter ego "maligno". Egli può uccidere in soli 3 colpi e a mani nude.
- Worm: una sorta di verme boss che può uccidere in 3/4 colpi, facendo di lui il 3 nemico più pericoloso di penumbra. È apparso anche in Overture.

## Modalità  di gioco
Come nell'episodio precedente, Penumbra: Overture, Black Plague è un'avventura basata sull'esplorazione visualizzata da una prospettiva in soggettiva tridimensionale. Anche se il gioco si presenta come un'avventura, contiene anche degli elementi di sparatutto in prima persona e survival horror.
Il gioco presenta un misto di esplorazione e risoluzione di enigmi fisici (il motore Newton Physics dà la possibilità d'implementare diversi enigmi fisici). In confronto al precedente episodio, il combattimento è stato pesantemente deenfatizzato. Il giocatore non è più in grado di acquisire armi da mischia o creare trappole di fortuna con cui combattere i nemici. Invece, l'enfasi è stata posta sull'uso della furtività e dell'evasione allo scopo di evitare gli attacchi dalle creature nemiche.

## Influenze
Il gioco ha preso alcune influenze dai Miti di Cthulhu di Howard Phillips Lovecraft, come le creature aliene sotterranee dimenticate da tanto tempo da qualche parte nell'Artico. Inoltre, il nome del protagonista è Phillip, e il nome di suo padre è Howard, entrambi probabili omaggi al primo e secondo nome dell'autore. Anche lo stile della storia è molto lovecraftiana: è un flashback narrativo fornito da un narratore condannato, che avverte gli altri degli orrori che ha scoperto. Un altro omaggio diretto a Lovecraft si vede nella sezione nella Biblioteca, dove si trova una copia del Necronomicon e del De Vermis Misterii (I Misteri del Verme) su uno degli scaffali.
L'ambientazione e la trama appaiono simili anche a quelle del film La Cosa di John Carpenter.